# Polycyrtus copularis
Polycyrtus copularis är en stekelart som beskrevs av Zuniga 2004. Polycyrtus copularis ingår i släktet Polycyrtus och familjen brokparasitsteklar. Inga underarter finns listade i Catalogue of Life.